# راية إف إم
راية إف إم
إذاعة راية هي جزء من شركة راية للإعلام والنشر التي تأسست في رام الله سنة 2007.
الإذاعة كمشروع يهدف إلى المساهمة في عملية التنمية المجتمعية وخلق اعلام محلي قادر على الارتقاء بمسؤلياته نحو الفرد والمجتمع.
تتخد اذاعة راية من حي البالوع في مدينة البيرة - رام الله مقراً لها، ويعمل لدى الإذاعة كادر من الإداريين والصحفيين والفنيين من ذوي الخبرة والكفاءة المهنية.